# Anton Furst
Anthony Francis Furst (Londres, 6 de maio de 1944 — Los Angeles, 24 de novembro de 1991), mais conhecido como Anton Furst, foi um diretor de arte britânico. Venceu o Oscar de melhor direção de arte na edição de 1990 por Batman, ao lado de Peter Young. Trabalhou também nos filmes A Companhia dos Lobos (1984), Nascido para Matar (1987) e Tempo de Despertar (1990).
Furst cometeu suicídio em 24 de novembro de 1991, pulando do oitavo andar de um edifício-garagem.